# اتفاقية ساعات العمل (مناجم الفحم)، 1931

## اتفاقية ساعات العمل (مناجم الفحم)، عام 1931 كانت اتفاقيةمنظمة العمل الدولية.
| تاريخ الاعتماد    | 18 حزيران 1931                               |
| ----------------- | -------------------------------------------- |
| تاريخ حيز التنفيذ | انسحبت في 30 أيار 2000                       |
| التصنيف           | ساعات العمل                                  |
| الموضوع           | وقت العمل                                    |
| السابق            | اتفاقية ساعات العمل (التجارة والمكاتب)، 1930 |
| اللاحق            | اتفاقية ساعات العمل (مناجم الفحم)، عام 1931  |

تأسست في عام 1931 :
قررت الاعتماد بعض الاقتراحات المتعلقة بالعمل في مناجم الفحم.
لم تدخل الاتفاقية حيز التنفيذ أبداً.

## التنقيح
تم تنقيح مبادئ الاتفاقية لاحقاً من قبل اتفاقية منظمة العمل الدولية C46.

## الانسحاب
لم تدخل الاتفاقية حيز التنفيذ أبداً، وانسحبت في تاريخ 30 أيار 2000 خلال مؤتمر العام لمنظمة العمل الدولية.

## روابط خاريجية
- نص
- التصديقات